# Ulota ventricosa
Ulota ventricosa là một loài Rêu trong họ Orthotrichaceae. Loài này được (Müll. Hal.) Malta miêu tả khoa học đầu tiên năm 1927.